# Fòsfor blanc

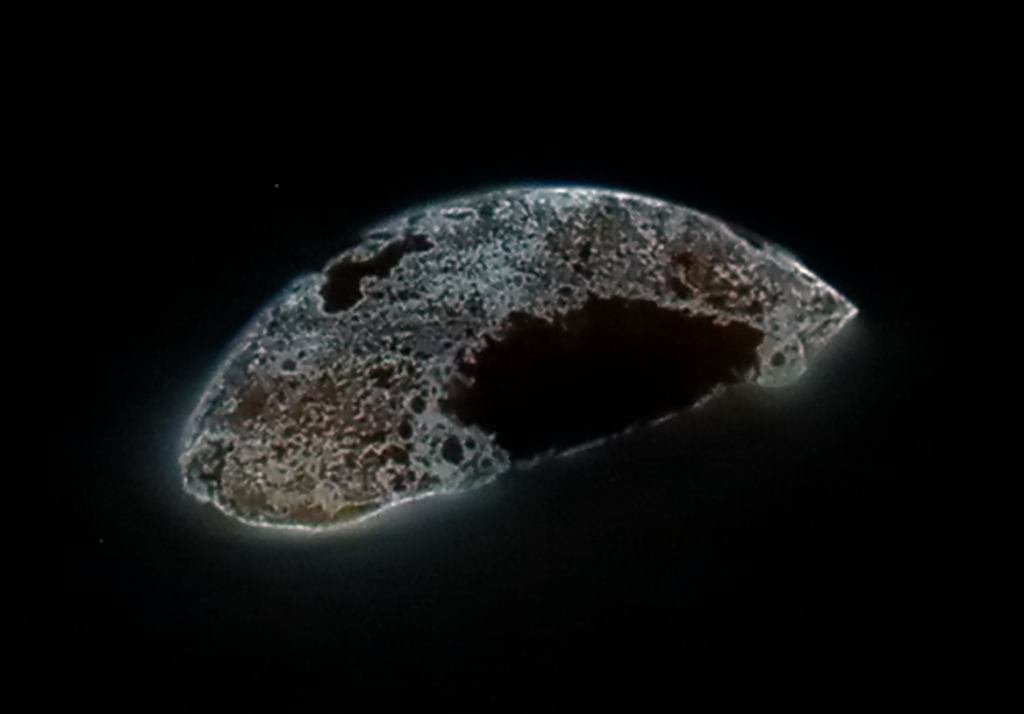
El fòsfor blanc exposat a l'aire brilla en la foscor

El fòsfor blanc és un material fet d'al·lòtrops del fòsfor i es fa servir com munició incendiària a més de fer una pantalla de fum ser un traçador i il·luminar. Altres noms, en anglès, són White phosporous, WP, i l'slang "Willie Pete," que data del temps de la guerra del Vietnam. Com a arma incendiària, el fòsfor blanc crema molt i pot prendre a la roba, el combustible i a altres armes, produint cremades greus o la mort.

## Història

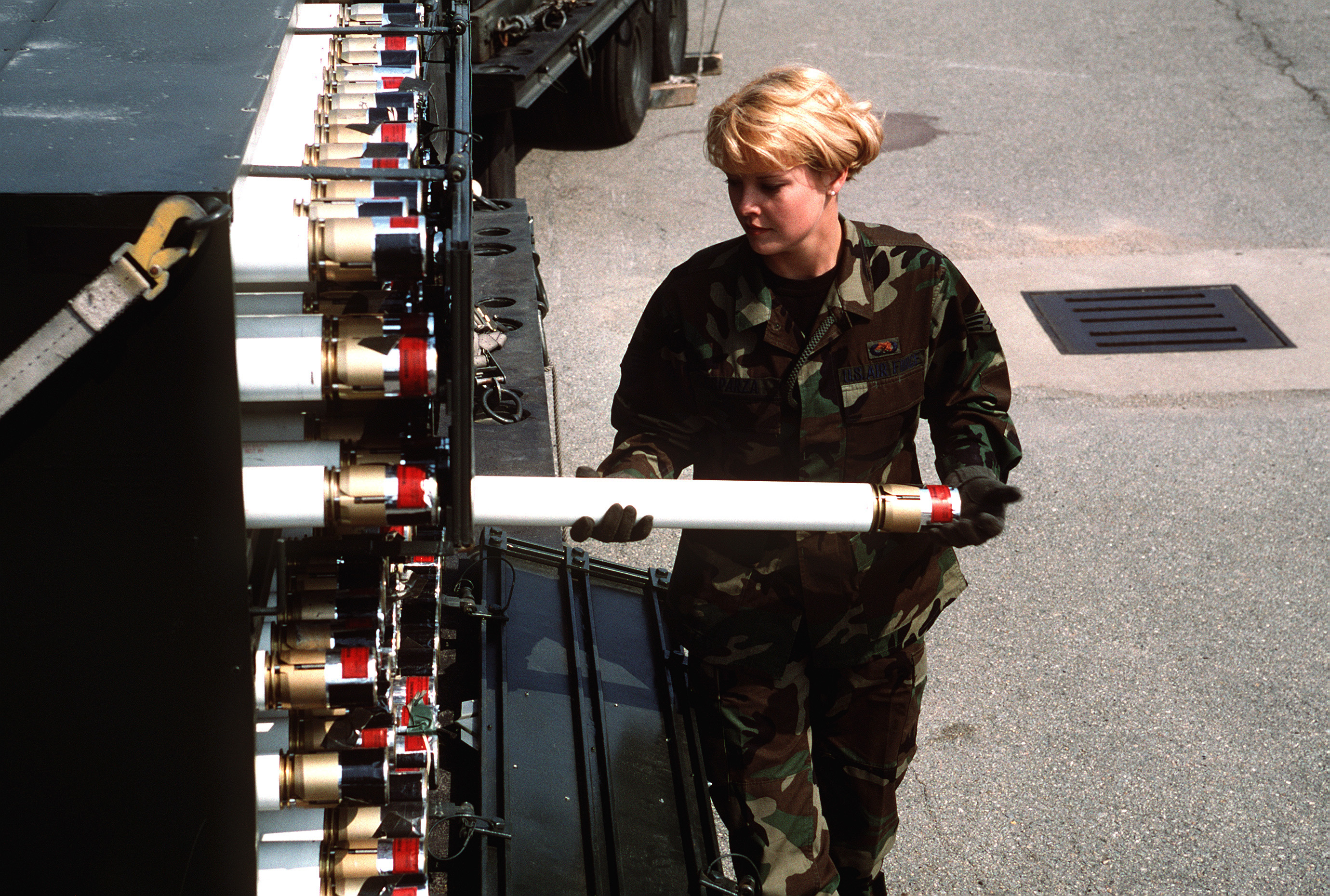
Inspecció de coets amb fòsfor blanc a Corea del Sud, 1996.

Es creu que els primers a usar fòsfor blanc van ser els independentistes irlandesos (Fenians) al segle xix en forma d'una solució en sulfur de carboni (coneguda com a Fenian fire). Quan s'evapora el sulfur de carboni el fòsfor crema en flames. També va ser utilitzat en protestes polítiques per obrers anglesos l'any 1916. Els britànics el va fabricar i utilitzar, en bombes, coets i granades, durant la Primera Guerra Mundial. També l'utilitzaren els estatunidencs i els japonesos. Es va utilitzar contra els kurds a l'Iraq pel govern de Saddam Hussein el 1988. També s'ha continuat usant en diversos conflictes del segle XX i XXI.
El 12 d'octubre de 2023, Human Rights Watch va confirmar que l'exèrcit israelià havia utilitzat municions de fòsfor blanc, considerades com una arma incendiària segons el Protocol III de la Convenció sobre la prohibició de l'ús de determinades armes convencionals. El seu ús contra persones està prohibit des de l'any 1997 per les convencions de Ginebra i és considerat un crim de guerra. Gaza és una de les zones més densament poblades del món.